# (1185) Nikko
(1185) Nikko ist ein Asteroid des Hauptgürtels, der am 17. November 1927 vom japanischen Astronomen Okuro Oikawa in Tokio entdeckt wurde. 
Der Asteroid ist nach der japanischen Stadt Nikkō benannt.